# ناواسارد
ناواسارد (به زبان ارمنی Նավասարդ - به زبان لاتین Navasard)، یکی از جشن‌های مهم کلیسای حواری ارمنی و از جشن‌های مشترک ایرانیان و ارمنیان است.

## ریشه نام ناواسارد
نخستین روز سال را (نوسال) می‌نامند. نوسال شکل ارمنی شده واژه (ناواسارد) است. ناواسارد واژه‌ای است به معنی سال نو. (ناو به معنی نو و ساره دا به معنی سال). ناواسارد نخستین ماه گاهنامه ارمنی بود.
گاه‌شماری ارمنی دارای سال سیزده‌ماهه بود که دوازده ماه آن سی روزه و یک ماه پنج روزه بوده و مجموعاً ۳۶۵ روز، یعنی یک سال خورشیدی را تشکیل می‌داده‌است. ارمنیان برای روزهای ماه نیز اسامی خاصی داشتند که میان آنها نیز به واژه‌هایی مشترک با زبان‌های ایرانی برمی‌خوریم، زیرا این اسامی برگرفته از اسامی خدایان باستان و اماکن مقدس دوران کهن کیشی هستند. ارمنیان حتی برای ساعات شبانه روز هم نام‌های خاصی داشته‌اند.

## تاریخ
ارمنیان در زمان‌های گذشته هم ناواسارد را با شکوه بسیار جشن می‌گرفتند که یادگار آن در سخنان زیر که گریگور ماگیستروس پاهلاونی (دانشمند و فیلسوف ارمنی ۹۹۰ تا ۱۰۵۸ میلادی) به آرتاشس یکم نسبت می‌دهد بازمانده است.
آه چه کس مرا دودِ دودکشان را خواهد داد، (دودی که از دودکش خانه‌ها برمی‌خواست نشانه زندگی و آبادانی بود)
و بامداد روز ناواسارد را،
جست و خیز آهوان،
و دویدن گوزن‌ها را؟
ما شیپور می‌نواختیم و طبل می‌زدیم،
چنان‌که آیین پادشاهان بود.
پادشاه و سالاران نامدار به جشن‌های ناواسارد می‌آمدند و در آن جشن‌ها قربانی فراوان می‌کردند. بزمی با آواز و پایکوبی برپا می‌شد، مردم و گوسان‌ها نمایش‌هایی برگزار می‌کردند، مسابقات ورزشی، اسب دوانی، پیکار گاوان نر و مانند آن، برگزار می‌شد.
این جشن‌ها در سرحدات ولایت‌های تارون (ارمنستان باستان) و باگرواند در کنارهٔ رود مقدس آلازانی و «کوهپایهٔ نِپات» و «بتکدهٔ باگاوان»، واقع در کوهپایهٔ نِپات برگزار می‌شدند و مردم جشن‌هایی برای نوح و و توفان نوح، آرامازد، آناهید، آستقیک را برپا می‌ساختند. در باورهای ارمنیان گفته می‌شود که در دوران باستان، ایزدان و ایزدبانوان در آن روزها پس از آب‌تنی و شنا در رودهای فرات و آلازانی، از کوه‌های پر از برف بالا می‌رفتند و از قلهٔ کوه‌ها نظاره گر جشن و سرور آنان می‌شدند و زائران را در پناه خود می‌گرفتند. در جشن ناواسارد، گوسالهٔ مادهٔ سه ساله‌ای را در پای ایزدان قربانی می‌کردند و مردم متدین و باایمان، به نشان پاکیزگی و شروع زندگی نوین، خود را به خون قربانی آغشته می‌ساختند. در پای مجسمهٔ آرامازد، حیواناتی مانند اسب و بُزِ نَر، که همگی به رنگ سفید بودند، قربانی می‌کردند. از مراسم خاص این روز، تقدیم قربانی و هدایا، نواختن موسیقی، آواز و رقص، نمایش بوده‌است؛ و بازی‌های رزمی، مسابقات گوناگون، تفریحاتی همراه با شکار، و پیشگویی و غیره نیز برگزار می‌شده‌است.

## جشن ناواسارد در کلیسای ارمنی
آمنابق، نوسال و واناتور ایزد نگهبان میوه‌ها، نوکننده سال، عطابخش میوه‌ها نامیده شده‌اند. آگاتانگلوس از نو سال یاد می‌کند و می‌نویسد که گریگور روشنگر فرمود جشن یحیای تعمید دهنده و «آتاناگینس» (پسر چهارمین رهبر دینی ارمنستان یعنی هوسیک پارتِو) را به جای آن برگزار کنند. گریگور روشنگر فرمود که به جای جشن واناتور و ایزد آمانور جشنی بزرگ به یاد شهیدان برقرار کنند. فرمود که به یادبود یحیای تعمید دهنده و آتاناگینس شهید در همان روز و همان‌جا (آن جا جایی بود که پیش تر روز ناواسارد را با شادمانی جشن می‌گرفتند) گرد آیند و جشن بگیرند.
«نوسال» از دیدگاه مسیحیت هیچ مراسمی در کلیسا ندارد، جز «پاتاراک» مقدسی که در این روز برگزار می‌شود. گریگور جشن یحیای تعمید دهنده و آتاناگینس شهید را جایگزین این مراسم کرد. پس از آن نوسال به مثابه یک ایزد و آیین به فراموشی سپرده شد و از آن تنها به معنی سال نو و نخستین روز سال یاد شد و بدین سال (نوسال، کاغاند و داره مود) دارای معنی یکسان شدند.
سال نو را کاغاند نیز می‌نامیدند. کاغاند یعنی نخستین روز ماه، فرخواندن و نامیدن. کشیشان در نخستین روز هر ماه مردم را به نیایش فرامی خواندند و آن روز کاغاند نامیده می‌شد.

## رسوم در روز کاغاند
در روز کاغاند رسمی وجود دارد که ویزه دختران است. دختران در روز کاغاند تخم مرغی می‌شستند و در ظرفی می‌گذاشتند. زغال و حنا می‌افزودند و شب در لبه تنور جای می‌دادند. در بامداد اگر تخم مرغ از دوده، سیاه شده بود اندوهگین می‌شدند و آن را نشانه سیاه بختی می‌پنداشتند، اما اگر از رنگ حنا سرخ می‌شد، شادمان می‌شدند زیرا بخت به آن‌ها لبخند زده بود. رسم آویختن کمربند و کیسه نیز رواج داشت. جوراب‌های رنگارنگی از هواکش سقف می‌آویختند با این چشم داشت که آن‌ها از کاغاندچک‌ها (آن هدیه‌ای است که به مناسبت کاغاند داده می‌شود) پر شوند. رسوم بسیاری نیز بود که با دگرگونی شدن طرز فکر و زمان و مکان از میان رفت. اما برخی نیز به صورت بخشی از زیورهای درخت کریسمس باقی ماند.